# Tenaturris janira
Tenaturris janira är en snäckart som först beskrevs av Dall 1919.  Tenaturris janira ingår i släktet Tenaturris och familjen kägelsnäckor. Inga underarter finns listade i Catalogue of Life.